# Sha'ab

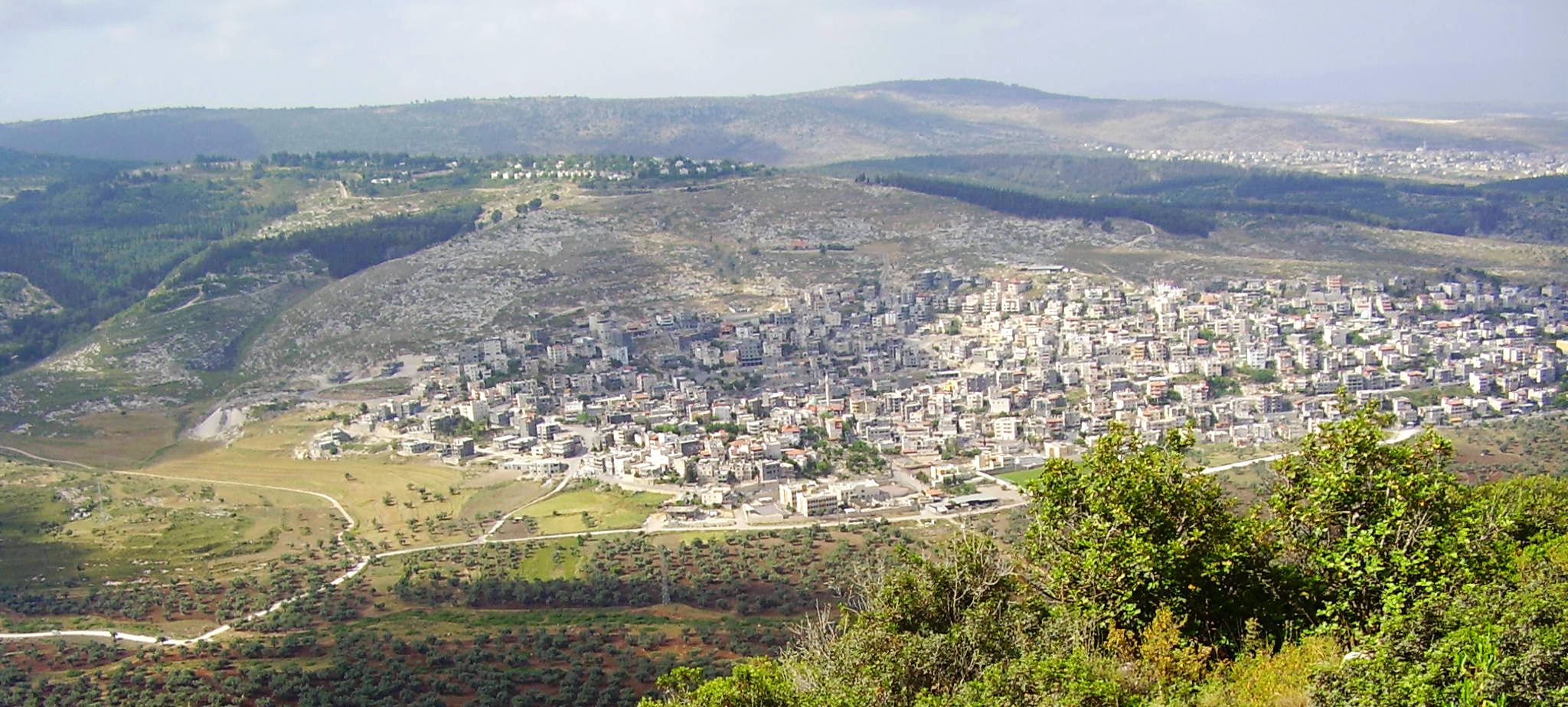
Sha'ab

Sha'ab (arabiska: شعب , hebreiska: שַׁעַבּ) är en arabisk by i Israels norra distrikt. Dess storlek mäter 6,4 km² och invånarantal är 6 000 (2006).
Byn intogs av IDF 19 juli 1948 under 1948 års stridigheter, efter ett flertal strider med lokalinvånarna. Många av invånarna flydde till det närliggande Libanon där de hamnade i palestinska flyktingläger, medan vissa kom att stanna kvar, medan de som tagit sin tillflykt till närliggande byar återvände. 